# Tour de Finistère de 2019
A 34.ª edição da clássica ciclista Tour de Finistère foi uma corrida na França que se celebrou a 20 de abril de 2019 com início na cidade de Saint-Évarzec e final na cidade de Quimper sobre um percurso de 196,1 quilómetros.
A carreira fez parte do UCI Europe Tour de 2019, dentro da categoria UCI 1.1. O vencedor foi o francês Julien Simon da Cofidis, Solutions Crédits seguido do italiano Andrea Vendrame da Androni Giocattoli-Sidermec e o belga Baptiste Planckaert da Wallonie Bruxelles.

## Equipas participantes
Tomaram parte na carreira 17 equipas: 2 de categoria UCI World Team; 12 de categoria Profissional Continental; e 3 de categoria Continental. Formando assim um pelotão de 115 ciclistas dos que acabaram 63. As equipas participantes foram:
| Equipes WorldTeam (2)- AG2R La Mondiale - Groupama-FDJ Equipes profissionais Continentais (12)- Total Direct Énergie - Wanty-Groupe Gobert - Euskadi Basque Country-Murias - Rally UHC Cycling - Arkéa-Samsic - Cofidis, Solutions Crédits - Androni Giocattoli-Sidermec - Delko-Marseille Provence - Israel Cycling Academy - Vital Concept-B&B Hotels - Wallonie Bruxelles - Riwal Readynez Equipes Continentais (3)- Saint Michel-Auber 93 - Natura4Ever-Roubaix Lille Métropole - Tarteletto-Isorex |
| |

## Classificação final
- As classificações finalizaram da seguinte forma:[3]

| \| Classificação geral \| Classificação geral \| Classificação geral \| Classificação geral \| Classificação geral \| \| Ciclista \| Ciclista \| Equipe \| Tempo \| \| \| ------------------- \| ---------------------------- \| ----------------------------- \| ------------------- \| ------------------- \| \| 1. \| Julien Simon \| Cofidis, Solutions Crédits \| 4h42m02s \| \| \| 2. \| Andrea Vendrame \| Androni Giocattoli-Sidermec \| + 0s \| \| \| 3. \| Baptiste Planckaert \| Wallonie Bruxelles \| + 0s \| \| \| 4. \| Frederik Backaert \| Wanty-Gobert \| + 0s \| \| \| 5. \| Guillaume Martin \| Wanty-Gobert \| + 3s \| \| \| 6. \| Benjamin Thomas \| Groupama-FDJ \| + 7s \| \| \| 7. \| Óscar Rodríguez Garaicoechea \| Euskadi Basque Country-Murias \| + 11s \| \| \| 8. \| Romain Hardy \| Arkéa-Samsic \| + 11s \| \| \| 9. \| Jonathan Hivert \| Total Direct Énergie \| + 11s \| \| \| 10. \| Dorian Godon \| AG2R La Mondiale \| + 11s \| \| |                              |                               |          |
| |                              |                               |          |
| Fonte: ProCyclingStats |                              |                               |          |
| Classificação geral |                              |                               |          |
| Ciclista | Ciclista                     | Equipe                        | Tempo    |
| 1. | Julien Simon                 | Cofidis, Solutions Crédits    | 4h42m02s |
| 2. | Andrea Vendrame              | Androni Giocattoli-Sidermec   | + 0s     |
| 3. | Baptiste Planckaert          | Wallonie Bruxelles            | + 0s     |
| 4. | Frederik Backaert            | Wanty-Gobert                  | + 0s     |
| 5. | Guillaume Martin             | Wanty-Gobert                  | + 3s     |
| 6. | Benjamin Thomas              | Groupama-FDJ                  | + 7s     |
| 7. | Óscar Rodríguez Garaicoechea | Euskadi Basque Country-Murias | + 11s    |
| 8. | Romain Hardy                 | Arkéa-Samsic                  | + 11s    |
| 9. | Jonathan Hivert              | Total Direct Énergie          | + 11s    |
| 10. | Dorian Godon                 | AG2R La Mondiale              | + 11s    |

## UCI World Ranking
O Tour de Finistère outorgou pontos para o UCI World Ranking para corredores das equipas nas categorias UCI World Team, Profissional Continental e Equipas Continentais. A seguinte tabela são o barómetro de pontuação e os corredores que obtiveram pontos:
| Posição   | 1.º | 2.º | 3.º | 4.º | 5.º | 6.º | 7.º | 8.º | 9.º | 10.º | 11.º | 12.º | 13.º-15.º | 16.º-25.º |
| Pontuação | 125 | 85  | 70  | 60  | 50  | 40  | 35  | 30  | 25  | 20   | 15   | 10   | 5         | 3         |

| Classificação |                     |                               |        |
| Posição       | Ciclista            | Equipa                        | Pontos |
| ------------- | ------------------- | ----------------------------- | ------ |
| 1.º           | Julien Simon        | Cofidis, Solutions Crédits    | 125    |
| 2.º           | Andrea Vendrame     | Androni Giocattoli-Sidermec   | 85     |
| 3.º           | Baptiste Planckaert | Wallonie Bruxelles            | 70     |
| 4.º           | Frederik Backaert   | Wanty-Gobert                  | 60     |
| 5.º           | Guillaume Martin    | Wanty-Gobert                  | 50     |
| 6.º           | Benjamin Thomas     | Groupama-FDJ                  | 40     |
| 7.º           | Óscar Rodríguez     | Euskadi Basque Country-Murias | 35     |
| 8.º           | Romain Hardy        | Arkéa Samsic                  | 30     |
| 9.º           | Jonathan Hivert     | Total Direct Énergie          | 25     |
| 10.º          | Dorian Godon        | AG2R La Mondiale              | 20     |